# Tofsörn
Tofsörn (Lophaetus occipitalis) är en afrikansk fågel i familjen hökar. Den är närmast släkt med den asiatiska svartörnen och skrikörnarna i Clanga. Beståndet anses vara livskraftigt.

## Utseende och läten
Tofsörnen är en liten (52–58 cm) mörk örn som gör skäl för sitt namn med en mycket lång huvudtofs. Karakteristiskt är också de vitfjädrade ”byxorna” och i flykten tydliga vita ”fönster” i vingarna och svartvitbandad stjärt. Flykten är direkt med grunda vingslag. Lätet är ett ljust skri, ”kee-ah”, under spelflykt eller från sittande fågel.

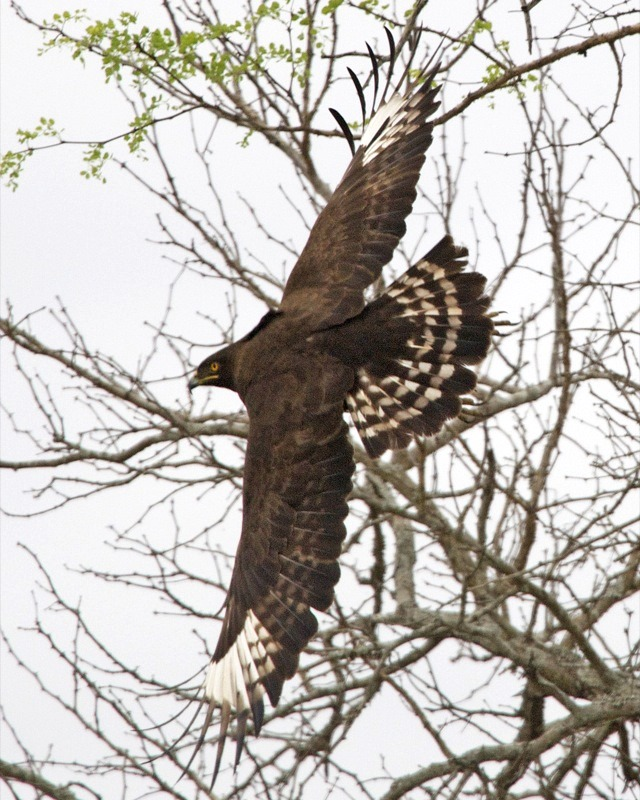
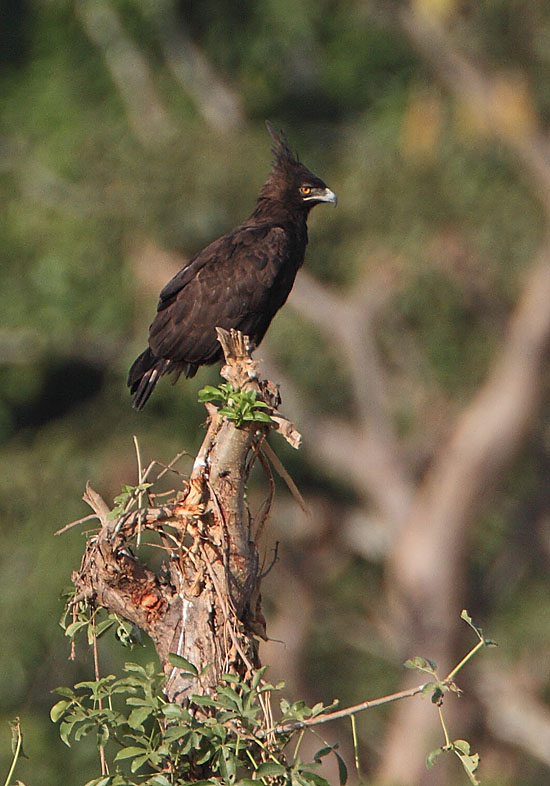

## Utbredning och systematik
Fågeln förekommer i Afrika söder om Sahara, närmare bestämt från Senegal och Gambia österut till Eritrea och Etiopien, sällsynt i Somalia, och vidare söderut till nordöstra Namibia, norra Botswana, Zimbabwe, Moçambique samt östra och södra Sydafrika. I de torraste delarna av södra Afrika saknas arten. 

## Systematik
Tofsörn placeras som enda art i släktet Lophaetus. DNA-studier visar att dess närmaste släktingar sannolikt är den asiatiska svartörnen (Ictinaetus malaiensis) och skrikörnarna i Clanga. Den behandlas som monotypisk, det vill säga att den inte delas in i några underarter.

## Levnadssätt
Tofsörnen hittas i skogslandskap, plantage och skogsbryn, framför allt nära vatten. Den ses ofta sitta exponerat i döda träd eller på telefonstolpar. Födan består mestadels av små gnagare och näbbmöss, i södra Afrika framför allt egentliga öronråttor. Fågeln lägger vanligen ägg under regnperioden, men kan häcka framgångsrikt senare under samma år.

## Status och hot
Arten har ett stort utbredningsområde och en stor population, och tros öka i antal. Utifrån dessa kriterier kategoriserar internationella naturvårdsunionen IUCN arten som livskraftig (LC).

## Namn
På svenska har fågeln även kallats afrikansk tofsörn.